# Мусорівці

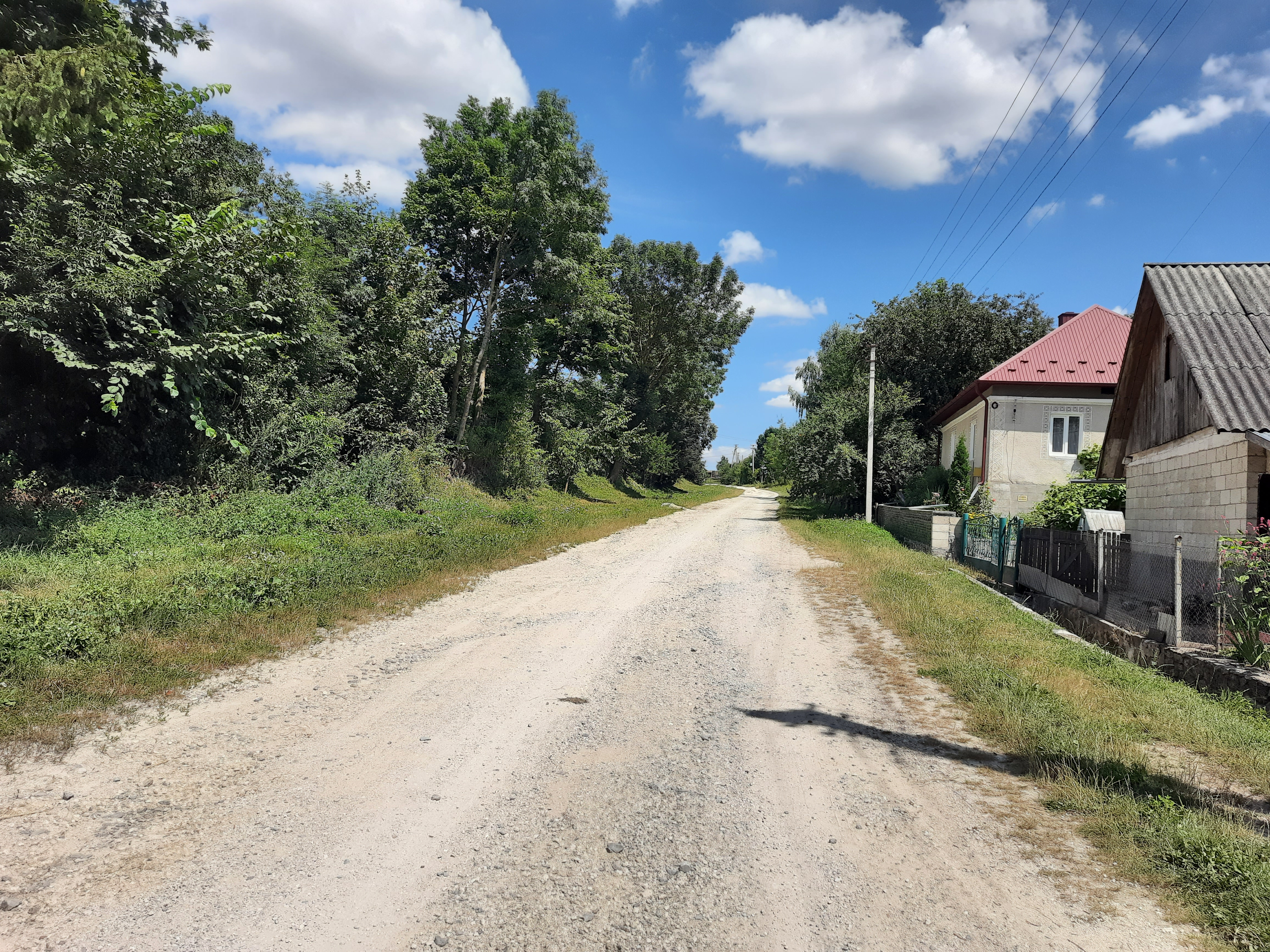
Сільська вулиця

Му́сорівці — село в Україні, у Збаразькій міській громаді Тернопільського району Тернопільської області. Розташоване на річці Гнізна, на півночі району. До 2020 підпорядковане Капустинській сільраді. У 1945—1946 називалося Мосурівці.
Населення — 156 осіб (2021).

## Історія
Поблизу Мусорівців виявлено археологічні пам'ятки пізнього палеоліту та ранньої залізної доби.
Перша писемна згадка припадає на 9 липня 1463 року. В цей день у Луцьку три брати – Василь, Семен і Солтан Васильовичі, «отчині і дідичі Збаразькі» (сини князя Василя Федоровича Несвізького) офіційно поділили батьківські маєтки. У цьому документі перераховано переважно більшість сіл Збаражчини (і не тільки), що відійшли князям.
Зокрема, Василю Васильовичу – містечко Збараж і села Опрілівці, Лозова, Охрімівці, Чернихівці, Верняки, Залужжя,  Тарасівка, Розношинці, Мусорівці, дві Стриївки та інші.
Процитований документ зберігається в архіві князів Любартовичів Сангушків у Славуті (Archiwum książąt Lubartowiczow Sanguszkow w Sławucie. T.1 1366-1506. S.53). 
За даними 1906 року, у селі Мосурівці, Вербовецької волості, Кременецького повіту, Волинської губернії, налічувалося 111 дворів та мешкало 700 жителів.
1 жовтня 1933 року утворено ґміну Колодне Кременецького повіту і село включено до неї.
У 1909 році внаслідок зливи підтоплене.
12 червня 2020 року, відповідно до Розпорядження Кабінету Міністрів України від  № 724-р «Про визначення адміністративних центрів та затвердження територій територіальних громад Тернопільської області», село увійшло до складу Збаразької міської громади.
19 липня 2020 року, в результаті адміністративно-територіальної реформи та ліквідації Збаразького району, село увійшло до складу новоутвореного Тернопільського району.

## Пам'ятки

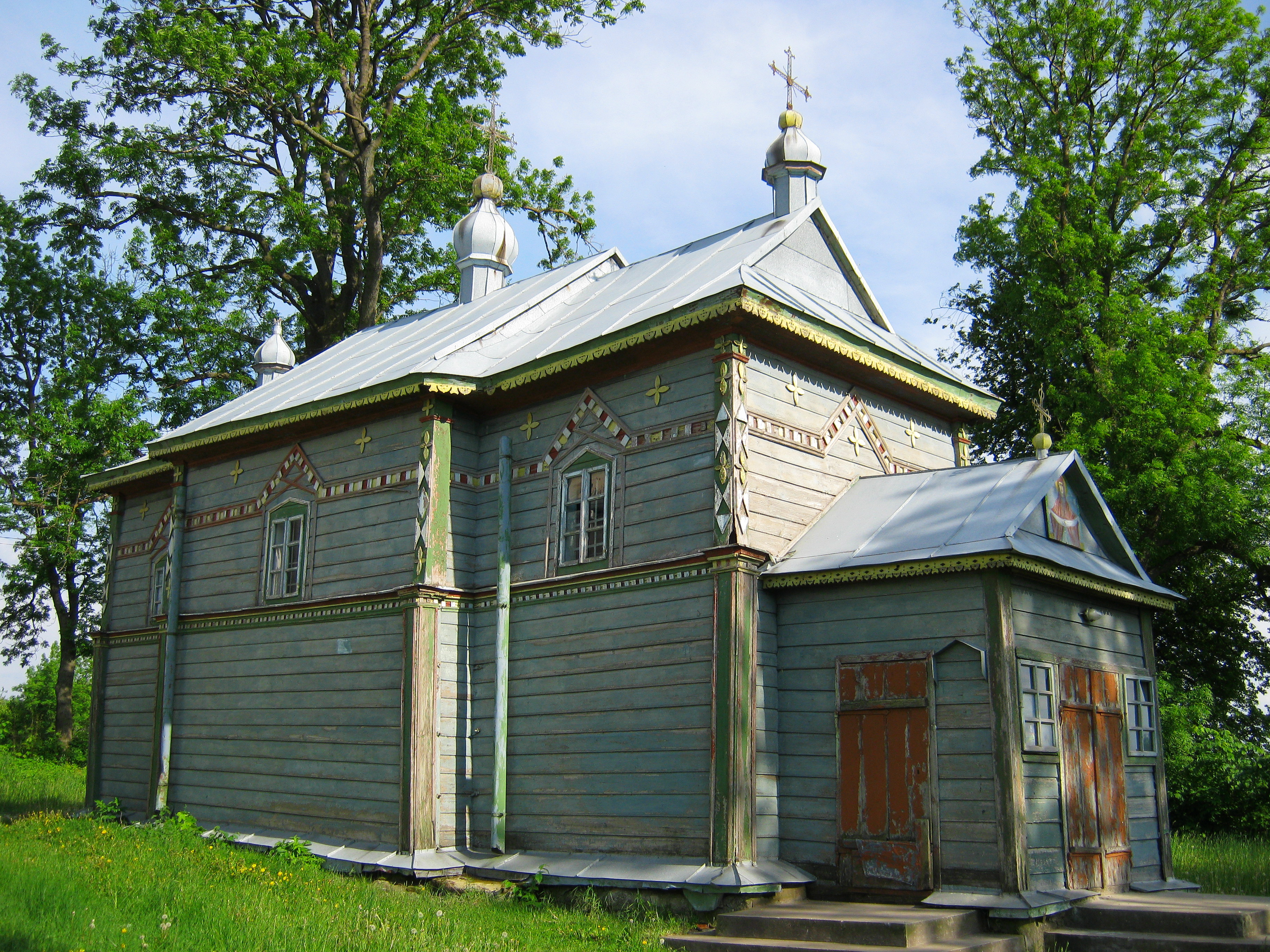
Дерев'яна церква Покрови Пресвятої Богородиці у Мусорівцях

У селі є дерев'яна церква Покрова Пресвятої Богородиці 1746 року.

## Релігія
У селі є новозбудований храм Покрови Пресвятої Богородиці, який близько чотирнадцяти років будували усім селом, нині захоплений служителями та прихильниками Московського патріархату.
Конфлікт у селі почався після того, як священик, владика Сергій (багато років приховував свою приналежність до Московського Патріархату) відмовився взяти участь у великому Хресному ході на підтримку утворення єдиної Помісної Православної Церкви в Україні, який відбувся в м. Тернополі 12 жовтня 2009 року. Це й призвело до збору підписів серед мешканців села щодо утворення в Мусорівцях громади УПЦ Київського Патріархату. На основі цього списку, який складається з 98 чоловік (що становить три чверті всього населення села), відповідними державними органами було проведено реєстрацію громади УПЦ Київського Патріархату. Члени цієї громади, будучи мешканцями села, брали активну участь у побудові храму, думаючи, що він належить до Української, а не до Московського патріархату.

У Мусорівцях прихильниками московського патріархату чинився тиск на вірних Київського Патріархату: 
|  | Під час панахиди 29 листопада 2009 року біля храму за жертвами Голодомору та репресій проти Українського народу згідно Указу Президента та розпорядження голови обласної державної адміністрації, представники УПЦ МП чинили нам перешкоди і увімкнули на час нашого богослужіння звукові колонки і тим самим показали, що не визнають Голодомор. Ми не маємо можливості проводити богослужіння, відправляти служби за здоров'я та упокій наших парафіян. |

## Соціальна сфера
Діє бібліотека.

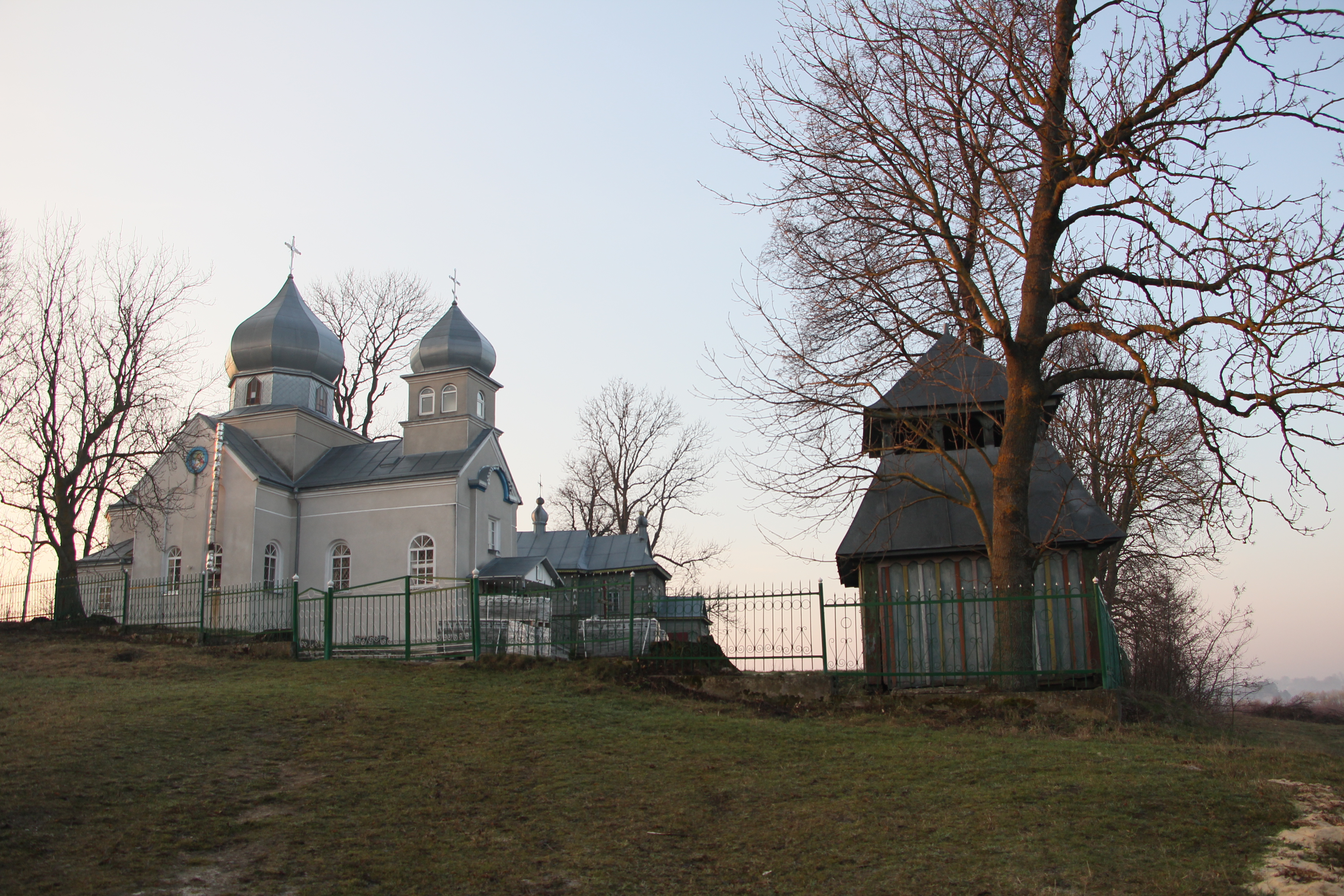
Стара дерев'яна та нова мурована церкви
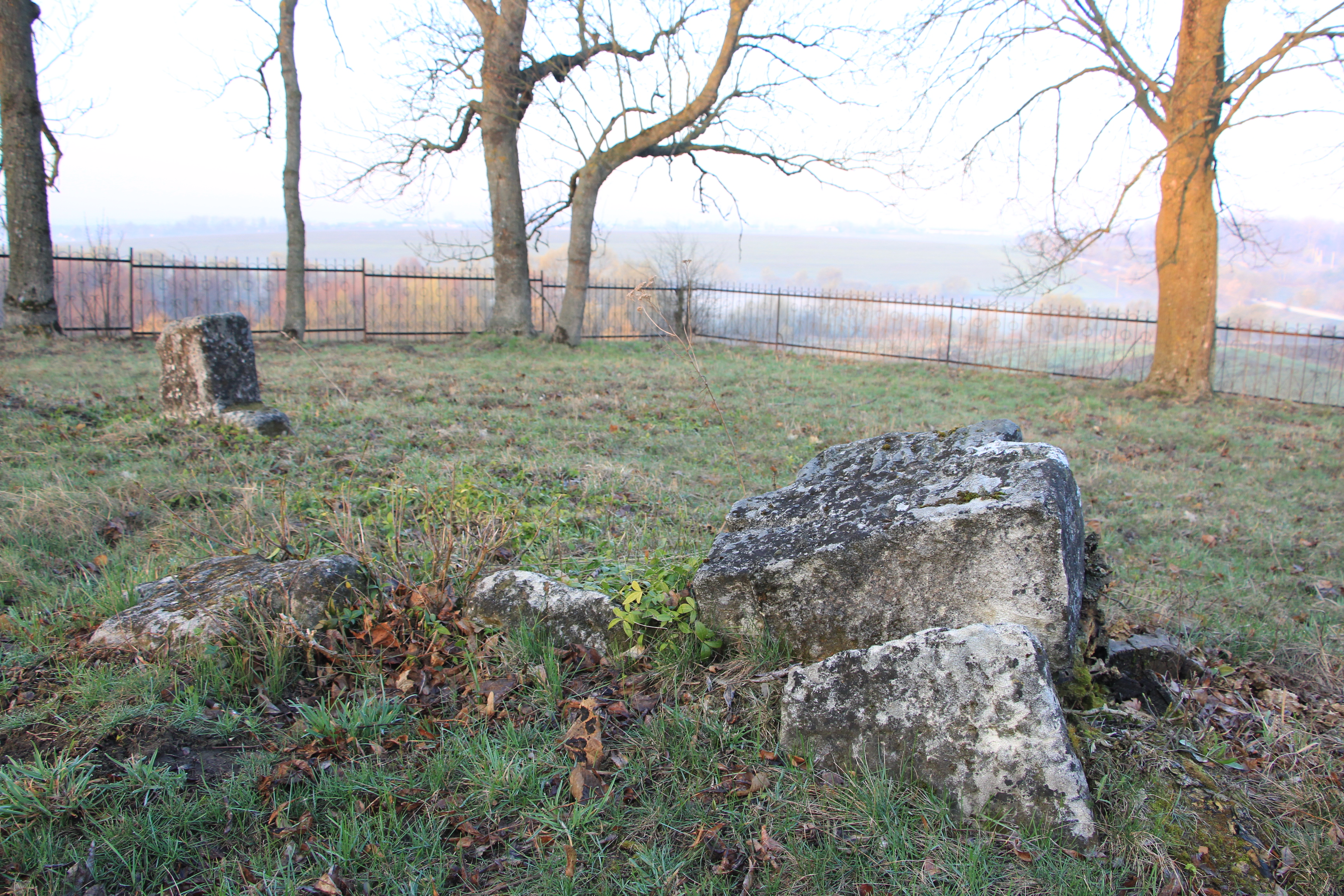
Старі кам'яні хрести на цвинтарі біля церкви
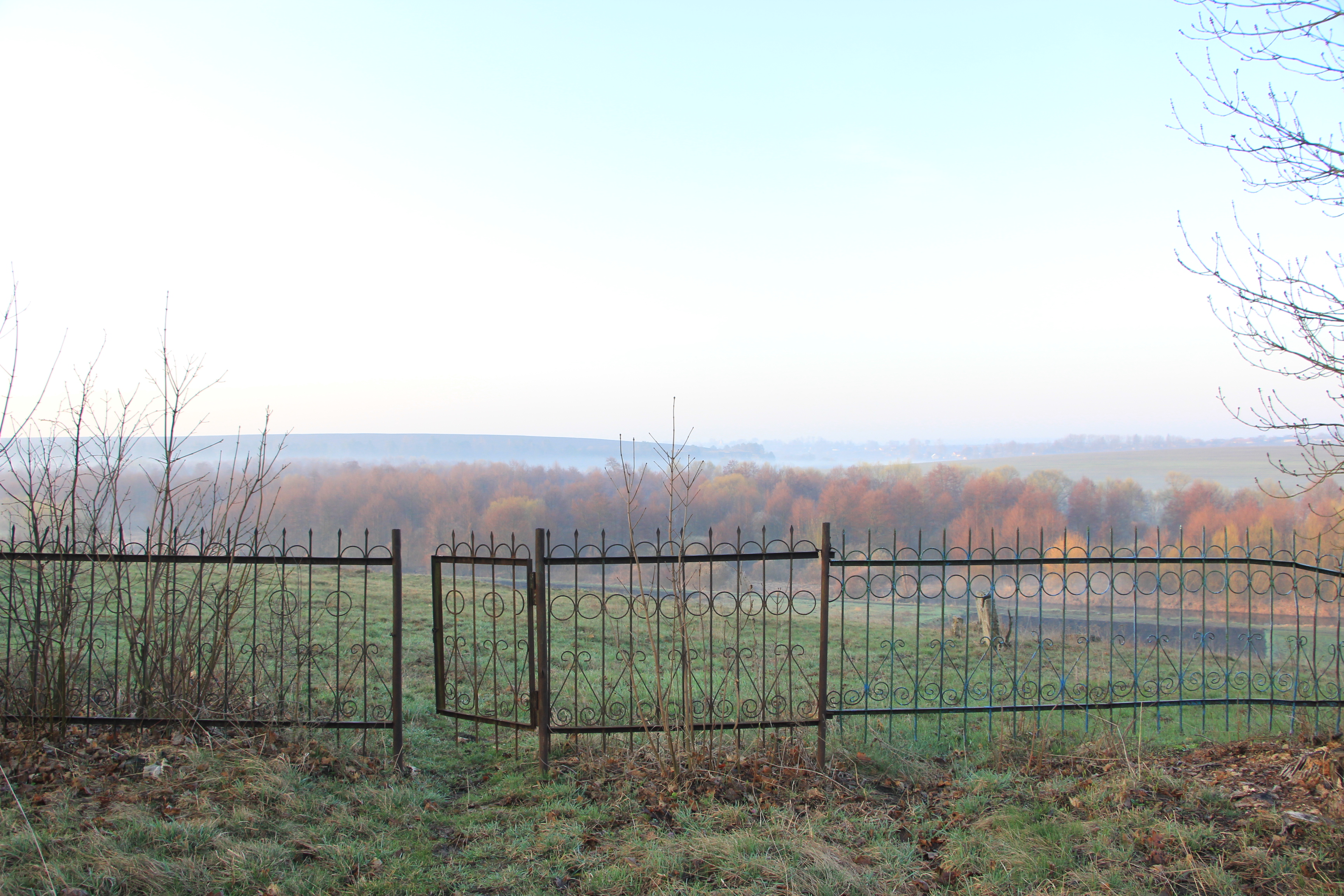
Краєвид з подвір'я церкви
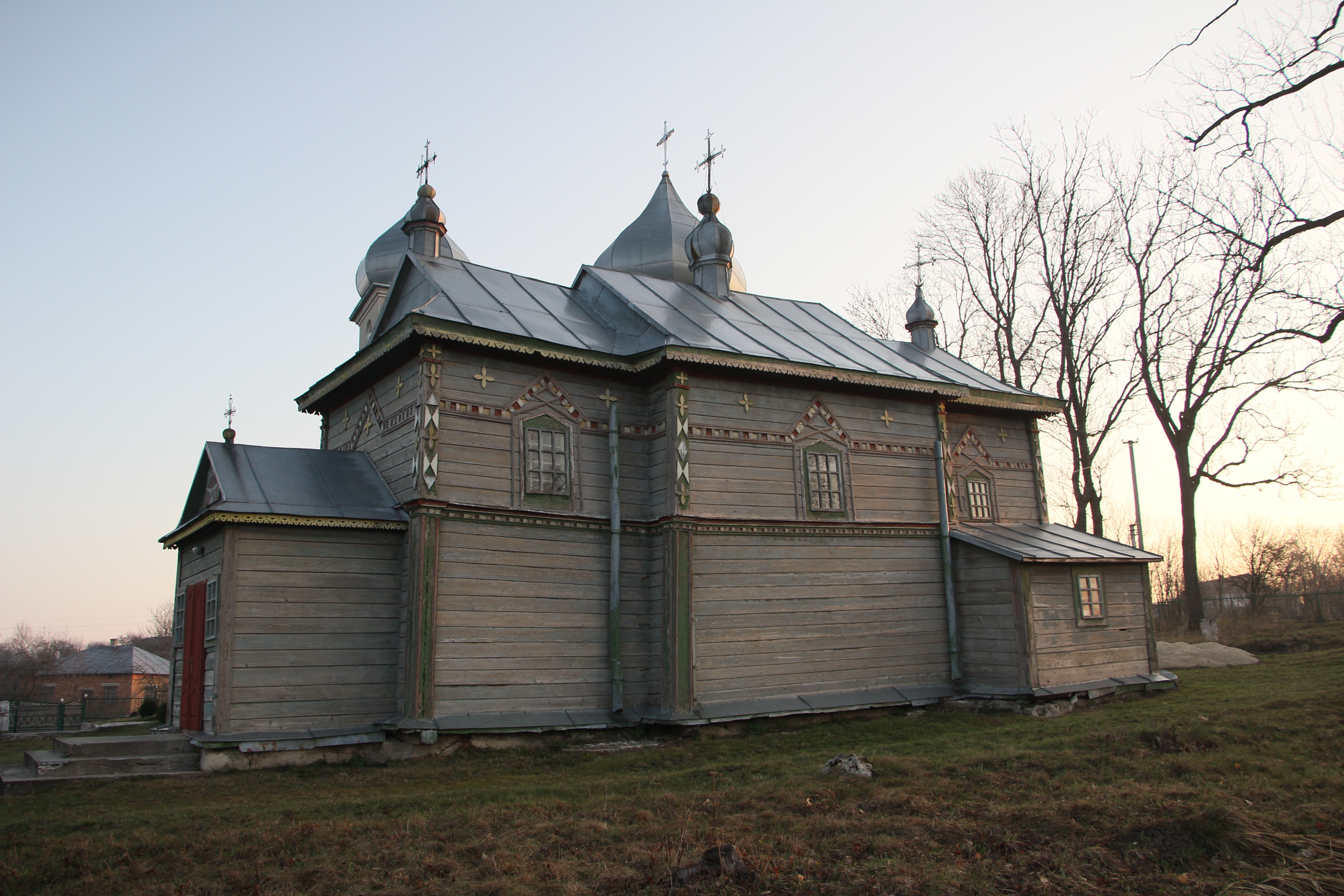
Дерев'яна церква
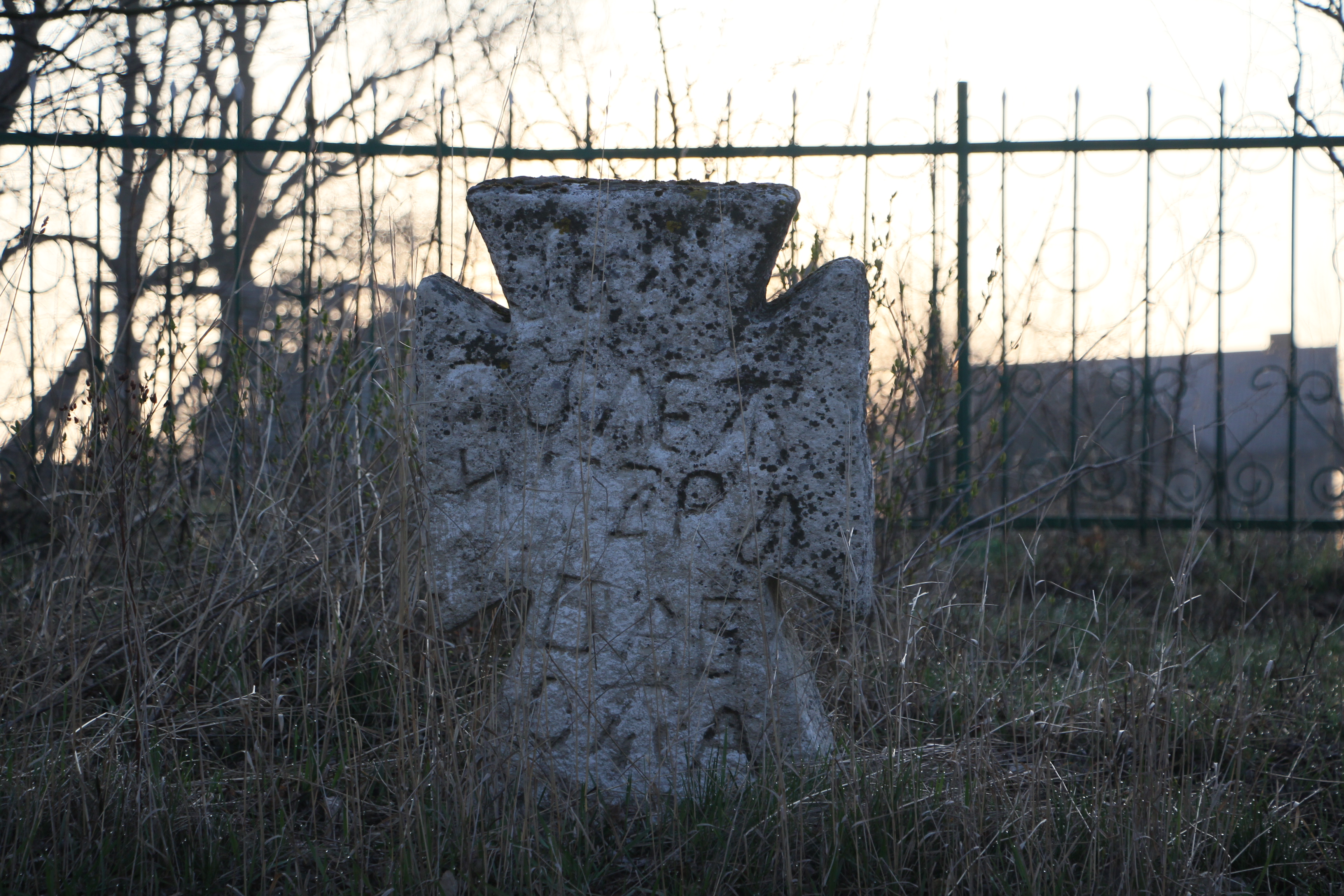
Старий кам'яний хрест біля церкви
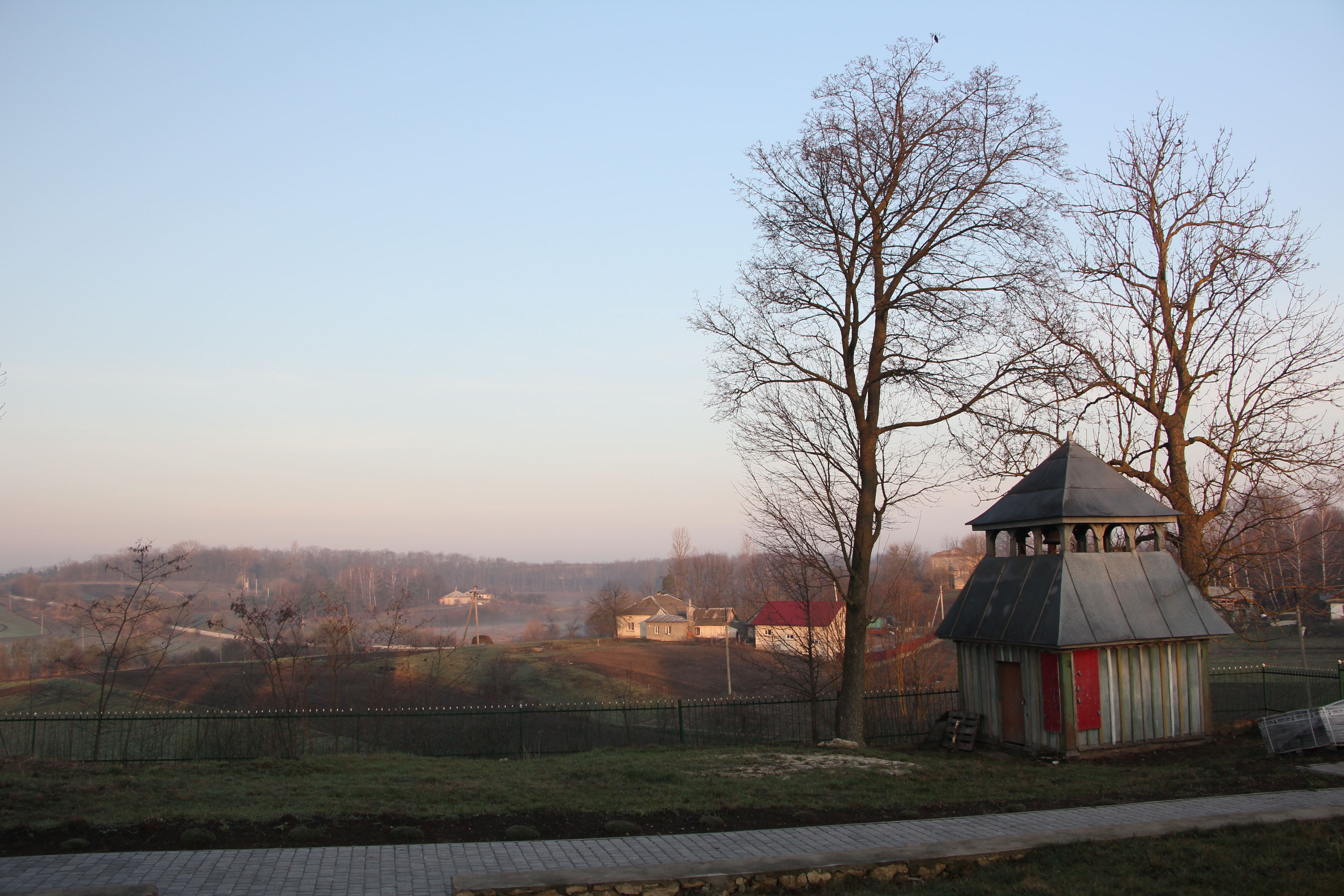
Дерев'яна дзвіниця на фоні села
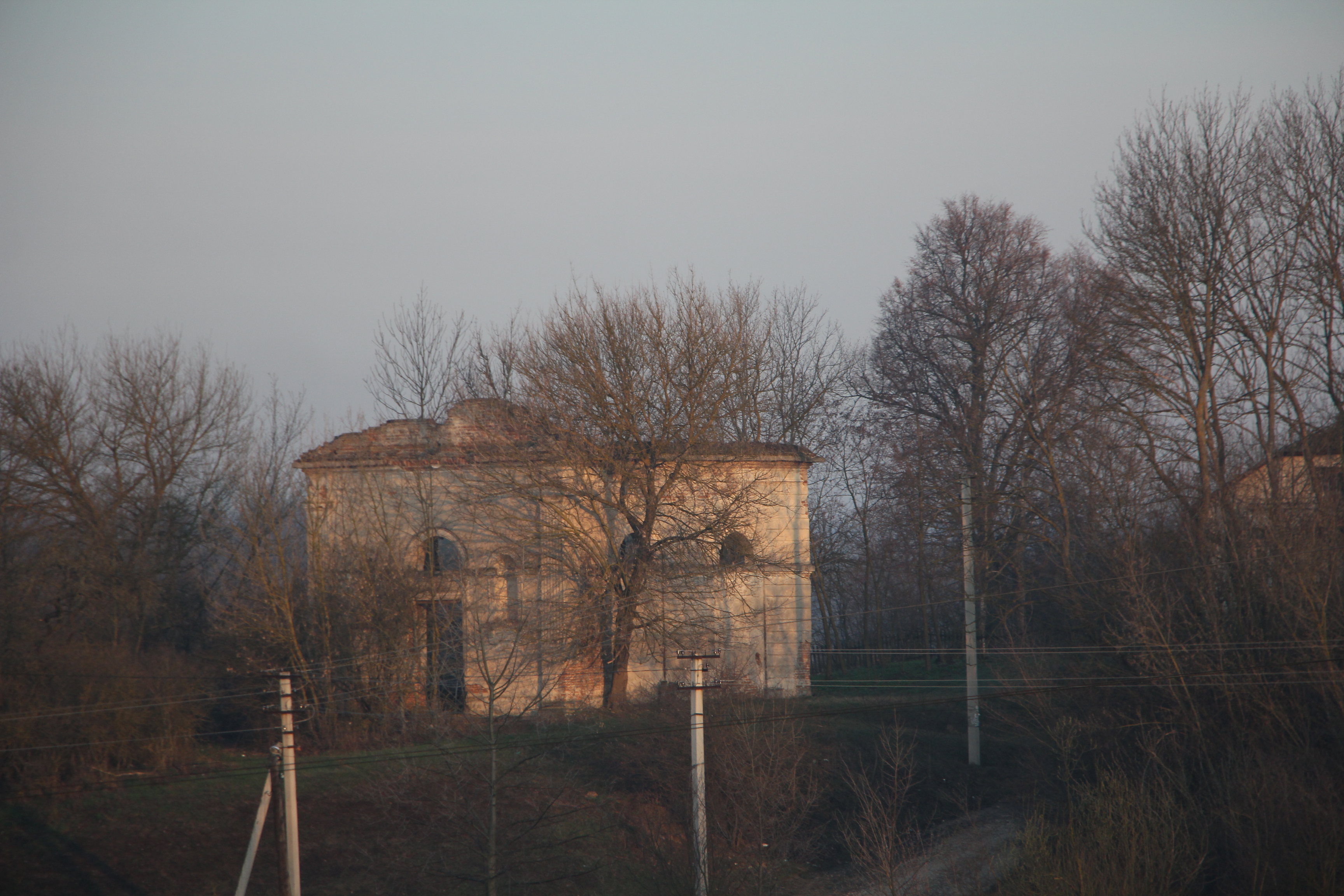
Руїна в селі
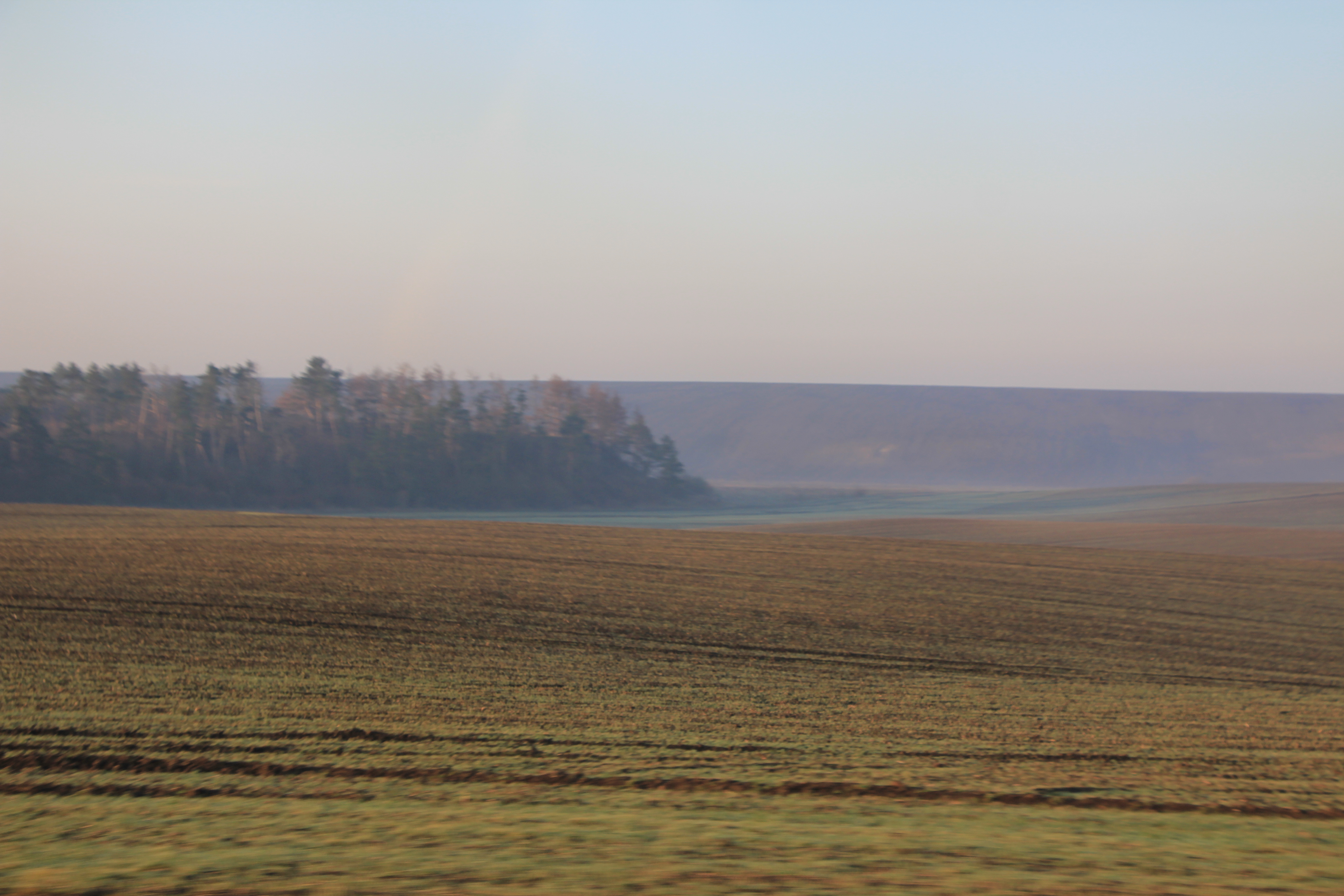
Краєвиди довкола села